# 130 (szám)
A 130 (százharminc) a 129 és 131 között található természetes szám.

## A matematikában
- A prímtényezői alapján szfenikus szám.
- Huszonháromszögszám.
- A 130 a legkisebb olyan háromjegyű természetes szám (és a 85 után a második legkisebb olyan természetes szám), ami kétféleképpen is felírható két egymástól különböző pozitív négyzetszám összegeként: 130 = 112 + 32 = 92 + 72.

## Típusjelzésekben
- Fiat 130 (személygépkocsi)